# Dichromorpha elegans
Dichromorpha elegans är en insektsart som först beskrevs av Morse 1896.  Dichromorpha elegans ingår i släktet Dichromorpha och familjen gräshoppor. Inga underarter finns listade i Catalogue of Life.